# Дзідзігурі Отарі Шалвович
Отарі Шалвович Дзідзігурі (груз. ოთარ ძიძიგური; нар. 6 серпня 1923 — пом. 19??) — радянський грузинський футбольний тренер.

## Кар'єра тренера
У 1962 році допомагав тренувати «Нефтовик» (Фергана). У другій частині сезону 1963 року очолював кременчуцький «Дніпро». Потім працював головним тренером у клубах «Металург» (Алмалик) та «Арай» (Степногорськ). У 1972 році працював технічним директором сухумського «Динамо». З травня 1973 по червень 1974 року очолював гродненський «Хімік».